# Штеффен, Альберт
Альберт Штеффен (нем. Albert Steffen; 10 декабря 1884, Винау кантон Берн Швейцарии — 13 июля 1963, Дорнах кантон Золотурн, Швейцария) — швейцарский поэт, художник, драматург и романист.
Руководитель Всеобщего Антропософского Общества (1923—1963), духовного движения антропософии, эзотерической христианской философии, берущей начало в европейском трансцендентальном идеализме и перекликающегося с теософией.

## Биография
Сын врача. С детства до своей смерти вёл дневник, который впоследствии привёл его к литературной деятельности. По настоянию отца начал готовиться к поступлению на медицинский факультет в Лозанне. Познакомился с творчеством Ницше и Достоевского.
В 1905 году стал учиться в Университете Цюриха. Одновременно пробовал свои силы в поэзии, изучал этнологию, историю искусства, литературы и философии. Тогда же написал свой первый роман. В октябре 1906 года едет в Берлин, где публикует весной 1907 свою первую работу.
В 1907 году присутствует на первой лекции Рудольфа Штайнера и начинается изучение антропософии.
В 1910 году вступил в Германии в Теософское общество.
С 1912 года — член Антропософского Общества. С 1923 года — член Правления (основания) Всеобщего Антропософского Общества.
В 1925 году основатель общества Рудольф Штайнер назначил Альберта Штеффена своим преемником на посту Председателя Антропософском Общество. А. Штеффен руководил обществом вплоть до своей смерти в 1963 году.
С 1921 по 1963 год был редактором журнала общества «Гетеанум» (Das Goetheanum).

## Творчество

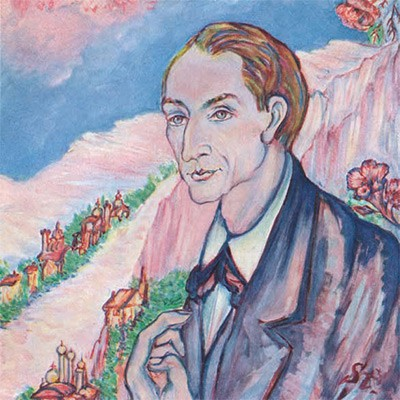
Albert Steffen

Его ранние работы, до знакомства с антропософией, показывают приверженность Штеффена спиритуализму. Более поздние работы, с учетом видения мира, пронизаны метафизическими силами добра и зла, а также ссылками на широкий спектр эзотерических традиций Европы и Азии.
На протяжении 1925—1963 гг. написал большое количество очерков и статей для газет и журналов, которые впоследствии вышли в виде книг (всего 17 томов). До смерти в 1963 году издал ещё восемь романов, одиннадцать сборников стихов, 15 пьес и одиннадцать книг воспоминаний, рассказов и эссе.

## Романы
- Ott, Alois und Werelsche, 1907
- Bestimmung der Roheit, 1912
- Die Erneuerung des Bundes, 1913
- Der rechte Liebhaber des Schicksals, 1916
- Sibylla Mariana, 1917
- Lebensgeschichte eines jungen Menschen, 1928
- Wildeisen, 1929
- Sucher nach sich selbst, 1931
- Aus Georg Archibalds Lebenslauf und nachgelassenen Schriften, 1950
- Oase der Menschlichkeit, 1954
- Altmanns Memoiren aus dem Krankenhaus, 1956
- Dreiunddreissig Jahre, 1959
- Mission der Poesie, 1962

## Сборники стихов
- Wegzehrung, 1927
- Gedichte, 1931
- Der Tröster, 1935
- Passiflora / Ein Requiem für Felicitas, 1939
- Wach auf, Du Todesschläfer!, 1941
- Epoche, 1944
- Ausgewählte Gedichte, 1945
- Spätsaat, 1947
- Am Kreuzweg des Schicksals, 1952
- Krankheit nicht zum Tode, 1955
- Steig auf den Parnass und schaue, 1960

## Драматические произведения
- Der Auszug aus Ägypten — Die Manichäer, 1916
- Das Viergetier, 1924
- Hieram und Salomo, 1925
- Der Chef des Generalstabs, 1927
- Der Sturz des Antichrist1928.
- Das Todeserlebnis des Manes, 1934
- Adonis-Spiel / Eine Herbstesfeier, 1935
- Friedenstragödie 1936
- Fahrt ins andere Land, 1938
- Pestalozzi, 1939
- Ruf am Abgrund, 1943
- Märtyrer, 1944
- Karoline von Günderode, 1946
- Barrabas, 1949
- Alexanders Wandlung, 1953
- Lin 1957